# Tenämä
Tenämä eller Tenämänjärvi är en sjö i Finland. Den ligger i kommunen Ristijärvi i landskapet Kajanaland, i den centrala delen av landet, 500 km norr om huvudstaden Helsingfors. Tenämä ligger 134,3 meter över havet. Den är 6,83 meter djup. Arean är 2,26 kvadratkilometer och strandlinjen är 10,73 kilometer lång. Sjön  ingår i Uleälvens huvudavrinningsområde.   Den ligger vid sjön Ristijärvi.